# 론 스타 (영화)
《론 스타》(영어: Lone Star)는 미국에서 제작된 존 세일스 감독의 1996년 네오웨스턴 미스터리 영화이다. 크리스 쿠퍼 등이 출연하였고, R. 폴 밀러 등이 제작에 참여하였다.

## 출연진
- 크리스 쿠퍼
- 엘리자베스 페냐
- 크리스 크리스토퍼슨
- 클리프턴 제임스
- 조 모턴
- 론 캐나다
- 매슈 매코너헤이
- 프랜시스 맥도먼드
- 토니 플라나
- 제시 보레고
- 카먼 더라벌라드
- 스티븐 멘딜로
- 토니 아멘돌라
- 러타니아 리처드슨
- 고든 투투시스
- 샨드라 윌슨
- 리오 버미스터

## 기타 제작진
- 협력 제작: 잰 포스터
- 미술: 댄 비숍
- 의상: 셰이 컨리프